# Le Journal de Barcelone
Le Journal de Barcelone: bulletin quotidien d'information de presse de la Généralité de Catalogne és un diari en llengua francesa i catalana publicat a París, França. Va ser publicat des del 20 de gener al 9 de maig de l'any 1937, en ser víctima directa dels Fets de Maig, com a iniciativa de El Comissariat de Propaganda de la Generalitat de Catalunya sota la direcció de Jaume Miravitlles, periodista i polític. El Comissariat es va controvertir en un poderós instrument per ajudar la política de la República i la Generalitat. Miravitlles i el seu equip van donar a conèixer als països europeus el que estava passant a la capital catalana amb una desena de publicacions, on s'inclou l'edició del diari Le Journal de Barcelone a París.

## Història[calcitació]
INICIS
- Comissariat de Propaganda: El Comissariat de Propaganda de la Generalitat de Catalunya va ser un dels principals organismes governamentals en temps de guerra, era el centre informatiu més actiu amb qualitat en els resultats de la seva tasca. Tot i això, el nom correcte no és propaganda, sinó més aviat una Direcció General de Cultural i Difusió. Aquest, amb seu a la Diagonal de Barcelona, aleshores avinguda 14 d'Abril, actua en diversos camps temàtics i tècniques comunicatives com ara amb films, documentals, llibres i iniciatives com un talles de revelatge de fotografies, suport als enviats especials i corresponsals de tants mitjans que acudirien a explicar la Guerra Civil, organització de festivals, estands, exposicions i naturalment, edità premsa. Aquesta última va ser una de les tasques principals juntament amb l'organització de manifestacions, com la de la rebuda del vaixell Ziryanin. El teatre Tívoli estava pràcticament a la seva disposició i van fer importants moviments com un pavelló a plaça Catalunya per recollir exemplars de diaris vells per al front o una manifestació en suport a l'Exèrcit Regular Popular.

- Jaume Miravitlles: En aquest context, Jaume Miravitlles, periodista i polític va ser, des de la direcció del Comissariat de Propaganda qui va prendre la iniciativa que es va controvertir en un poderós instrument per ajudar la política de la República i la Generalitat. Ell va crear el Comissariat amb tres-cents col·laboradors d'especialistes intel·lectuals i tècnics de suport. Miravitlles i el seu equip van donar a conèixer als països europeus el que estava passant a la capital catalana amb grans icones visuals internacionals de la guerra i imatges de bombardeigs als documentals o gadgets d'èxit, tot amb voluntat de fer arribar el suport popular a la causa a tota la població.

Aquest Comissariat tenia una desena de publicacions, algunes de revistes de luxe en disseny i contingut amb edicions en diversos idiomes a més del català, i altres més senzilles i humils. Tota una tasca en què la comunicació esdevenia vital i on s'inclou l'edició del diari Le Journal de Barcelone a París.

## Final[calcitació]
El seu final arriba quan l'activitat decau per les dificultats financeres, L'absència de matèries primeres, exhauriment de recursos i el bloqueig marítima què fou sotmesa la República. El tancament del diari també arriba com a acció més per privar el marxisme heterodox d'una tribuna que els era afí i és una més de les causes de la ruptura entre el marxisme i l'anarquisme. El diari oferí una altra imatge de la qual altres catalans, amb el patrocini de Cambó i l'entorn del SIFNE (Servicio de Información de Fronteras del Noroeste Español) i les seves revistes de contra campanya.

## Localització[calcitació]
El Comissariat va realitzar moltes edicions en francès tant de llibres com pel·lícules o revistes i nombroses activitats, ja que França era l'objectiu de la diplomàcia, i Miravitlles coneixia molt bé la política Francesa, per tant és a la capital gal·la on tindrà lloc l'aparició de Le Journal de Barcelona. Tindrà la redacció al carrer de Saint-Augustin, 30.

## Llengua i equip[calcitació]
Escrit en francès i a París, on el delegat del Comissariat va ser Lleó Dalty, a la portada del primer número signaràn ell, Anna Maurià i el doctor Montana els que signen els tres articles. Es tractava d'un equip humà petit però, com tot el Comissariat, molt dinàmic.

## Estructura[calcitació]
El diari disposava d'una estructura regular que no es modificava, era convencional i clàssica. Quatre columnes, quatre pàgines, una il·lustració a portada i articles d'opinió amb molta informació. Comptava amb participació de totes les forces polítiques. A la seva editorial fundacional es parlava d'un diari amb veracitat, i s'hi pot llegui: "Le Journal de Barcelone ne serà pas un journal de plus, sinon une feuille modeste et véridique"

## Tiratge i suspensions[calcitació]
Es va editar diàriament durant vuitanta-quatre dies exactament. Els diumenges es feien un número doble. El tiratge del diari era de 10.000 exemplars els dies feiners i 100.000 els diumenges. Fins al març el diari és gratuït, i els dos mesos següents ho feien amb 6.500 exemplars dels vint mil editats, ja que els costos sense màquines i a mà eren alts tant en redacció, edició i distribució. Calculaven que el diari costava 43.000 francs, això superava les seves previsions de 30.000 francs mensuals i confiaven a cobrir-ho amb donatius. Per tant, les limitacions financeres a la Generalitat van influir en la suspensió, va arribar a estar sense sortir quatre dies intercalats a l'abril. En total el diari va publicar dos-cents articles, milers de notícies i un volum important d'informació general, amb imatges com mapes i diagrames, fotografies... Va fer articles propis i també va ser altaveu de la política amb reproducció de discursos i parlaments, entrevistes i declaracions als principals líders com Azaña o Companys.

## Conservació i exemplars[calcitació]
Es conserven exemplars en biblioteques públiques com l'ANC i la Biblioteca del Pavelló de la República de la Universitat de Barcelona. I la col·lecció completa, a excepció de la primera setmana es conserva a la Bnf o Mitterrand a París. Les sis mil fotografies de l'activitat del centre conservades actualment a l'Arxiu Nacional de Catalunya (ANC) són la millor explicació.